# سوق العراق للأوراق المالية
سوق العراق للأوراق المالية (بالإنجليزية: ISX)‏ هو سوق للأوراق مالية في بغداد، العراق، وتأسست السوق في حزيران 2004م، وتعمل تحت إشراف هيئة الأوراق المالية العراقية، وهي هيئة مستقلة تم تأسيسها على غرار الهيئة الأمريكية للأوراق المالية والبورصات.
وفي الفترة التي قبل الغزو الأمريكي للعراق 2003 كان يطلق على السوق الحالية إسم  بورصة بغداد  والتي كانت تديرها وزارة المالية العراقية، أما الآن فهي هيئة ذاتية التنظيم مثل بورصة نيويورك، واعتباراً من عام 2005 أصبحت سوق العراق للأوراق المالية هي البورصة الوحيدة في العراق، وعندما افتتحت في عام 2004م، كانت هناك 15 شركة فقط مدرجة في السوق، أما الآن فتم إدراج أكثر من 100 شركة، وفي عام 2005 كان تداول الأسهم في الجلسة الواحدة ما يقارب الخمسة ملايين دولار، وتشمل الأسهم الكبيرة أسهم شركة مصرف بغداد، وأسهم شركة بغداد للمشروبات الغازية، وأسهم الشركة العراقية للسجاد والمفروشات.

## خلفية
ترجع محاولات تأسيس سوق مالية عراقية إلى نهاية عقد الثلاثينات من القرن العشرين، بعد إن صدر قانون يسمح بتداول الأسهم والسندات عام 1939، واخذت عدد الشركات بالتزايد حتى وصلت إلى 40 شركة عام 1950، وكانت تتداول أسهمها في سوق غير رسمية، ثم إصدار قانون رقم 31 لعام 1957 ألذي أجاز للجمهور الاكتتاب في أسهم تلك الشركات، وبعد الأحداث السياسية التي شهدها العراق في النصف الأول من ستينيات القرن الماضي صدر القانون رقم 100 لعام 1964، وتم بموجبه تأميم الشركات والمصارف التجارية وأدى ذلك إلى انخفاض تداول الأسهم بشكل كبير وأصبح النشاط الاقتصادي يدار من قبل الدولة وحتى النصف الأول من الثمانينات.
في بداية عام 1987 شهد الاقتصاد العراقي تحولاً وبدأ في إشراك القطاع الخاص وضرورة معايشته للقطاع العام، وتجسد ذلك بخصخصة بعض المشاريع المملوكة للدولة وإنشاء شركات مساهمة ومختلطة. فظهرت الحاجة حينها إلى إنشاء سوق مالية منتظم لتداول أسهم الشركات، وتم تأسيس سوق بغداد للأوراق المالية بموجب القانون 24 لسنة 1991 وليتمتع السوق بالشخصية المعنوية والإدارية باعتباره مؤسسة ذات نفع عام لا تستهدف الربح وإنما تنظيم ومراقبة الأوراق المالية والتعامل بها وبما يكفل صحة وسهولة وحماية هذا التعامل وبما يخدم مصلحة الاقتصاد وتنمية الإدخار والوعي الاستثماري، وافتتح التداول في السوق رسمياً في 23 مارس، 1992، ليتداول فيه أسهم الشركات المساهمة العراقية والسندات الحكومية وحوالات الخزينة وأية أوراق مالية عراقية وغير عراقية، وكان السوق يتكون من مجلس إدارة يضم مجلس سوق بغداد الذي يرأسه وكيل وزارة المالية ومدير عام السوق والمدير العام لدائرة تسجيل الشركات التابع لوزارة التجارة إضافة إلى ممثلين من المصارف المدرجة واتحاد الغرف الصناعية والتجارية وأحد الوسطاء وممثلين اثنين عن الشركات المدرة. ولقد توالت التشريعات والقوانين التي هدفت لتنظيم وضبط وتطوير التعامل في السوق، فقد أصدرت وزارة المالية النظام الداخلي للسوق عام 1986 وكذلك قانون الاستثمارات العربية المرقم 46 لعام 1988 والذي منح تلك الاستثمارات إعفاءات ضريبية وحرية تحويل رأس المال الناتج عن إرباح المستثمر العربي، وأيضاً صدور قانون الشركات رقم 21 لسنة 1997 وألذي ألغي القانون السابق لعام 1983، وهدف إلى التشجيع على إنشاء الشركات الخاصة والمختلطة وتطويرها، إضافة إلى صدور قانون شركات الاستثماء المالي ذي الرقم 5 لعام 1998 والذي سمح بإنشاء الشركات ومزاولة إعمالها في تأسيس المحافظ الاستثمارية وممارسة إعمالها بعد الحصول على الموافقة من البنك المركزي وخصوصاً في إصدارها سندات قرض وشهادات الإيداع وفق أسعار الفائدة المقررة، علاوة على تعاملها في شراء وبيع حوالات الخزينة والأسهم والسندات وإدارتها لبعض إعمال الوساطة المالية.
كان السوق يعاني من الكثير من الظواهر السلبية، مثل سيولة الأوراق المالية، وبدائية أسلوب التداول، ومحدودية عدد المستثمرين وسيطرة عدد منهم على التعاملات في السوق وقصوره بالتعامل على المستثمرين المحليين وضعف الشفافية والتحليل المالي فيه، علاوة على تذبذب أسعار الأسهم وارتفاع المؤشرات وانخفاضها بين الفترة (1991-2001)،
```
وكان طبيعياً إن السوق لم يستطع التواصل مع الأسواق الإقليمية والعربية والدولية كونه كان يعمل في ظل بيئة سياسية واقتصادية غير مستقرة عانت الكثير من الاختلالات.
[
7
]
```

## التأسيس عام 2003
أسس سوق العراق للأوراق المالية بموجب القانون رقم 74 لسنة 2004 وباشر نشاطه في 24 يونيو، 2004، يقع مركز السوق في بغداد، وله الحق بفتح فروع له في مدن عراقية أخرى، له شخصية معنوية ومستقلة مالياً وإدارياً عن الحكومة ووزارة المالية ولا يستهدف الربح وتعود ملكيته للأعضاء، ويهدف السوق إلى تنظيم وتسهيل التعامل بالأوراق المالية، وكذلك إعمال التسوية المالية والمقاصة والحفظ والإيداع وغيرها، كما يسعى السوق إلى نشر الوعي الاستثماري وكذلك فرص الاستثمار، علاوة على التواصل مع اتحادات أسواق المال العربية والدولية بهدف تطوير نشاط السوق. كما إن السوق هو كيان قانوني ذو استقلال مالي وإداري، وله الحق في رفع الدعاوي إمام المحاكم، وله الحق بفرض غرامات مالية على الخاضعين لسلطة السوق والذين يخرقون اللوائح والقوانين والتعليمات الخاصة بالسوق والهيئة. ويمول نفسه من الرسوم التي تدفع من الشركات المدرجة والعمولات التي يحصل عليها من حجم التعامل التجاري الذي يتم في السوق إضافة إلى الغرامات المفروضة.

### مميزات السوق
يختلف هذا السوق عن سوق بغداد للأوراق المالية بأمور كثيرة منها الهيكل الإداري، حيث أصبح سوق العراق منفصلاً إدارياً عن وزارة المالية، إذ كانت إدارة سوق بغداد متمثلة بالمدير العام تم الاستعاضة عنها بمجلس المحافظين. المكون من تسعة أعضاء تنحصر مهمتهم بتنظيم السوق ورسم السياسة العامة له والإشراف على نشاطات السوق، إن هذا المجلس وبهذه التشكيلة الممثلة لجميع الإطراف المتعاملة قد ضمن اتخاذ قرارات تعكس مصالح ووجهات نظر الجميع بعد إن كانت محصورة بشخص المدير العام في السوق السابق، كما تضمن السوق تغيراً واضحاً في هيكله التنظيمي فلم يعد هناك إرتباطاً مالياً وتنظيمياً بوزارة المالية ولا بوزارة التجارة وارتباطه بمسجل الشركات فيها ومنح الرخص لشركات الوساطة. وأصبح هيكله الهرمي مكوناً من الهيئة العامة ومجلس المحافظين والمدير التنفيذي ومركز الإيداع وسبعة أقسام إدارية، وهذا الهيكل الهرمي يضمن الإدارة الذاتية للسوق وكل أسس إدارية واقتصادية سليمة وإبعاد عامل التأثير الحكومي عليه. وتغير آخر إذ أصبح السوق هو المسؤول عن منح الرخص لشركات الوساطة المالية دون أي تدخل حكومي ومن ثم قيام تلك الشركات بتأسيس اتحاد وسطاء الأوراق المالية في أيلول 2004 ليكون مسؤولاً عن إيصال المقترحات ووجهات النظر إلى مجلس السوق.

### إنجازات سوق العراق للأوراق المالية
حقق السوق عدد من النشاطات والفعاليات تتلخص بما يلي:
1. قيام السوق بإصدار جريدة أسبوعية سميت باسم «سوق المال» لغرض الشفافية والإفصاح عن المعلومات ولتغطية نشاط السوق، علاوة على إصدار النشرات اليومية والتقارير الشهرية والسنوية، وكذلك إصداره لدليل الشركات المساهمة، وقيام السوق ببناء موقعين للمعلومات والبيانات على شبكة الإنترنت وباللغتين العربية والإنجليزية على موقع الاتحاد الأوروبي الآسيوي للبورصات (Feas) تنشر فيه كافه النشاطات والتداولات اليومية والشهرية والسنوية.
2. النجاح بالإنضمام إلى الاتحاد الأوروبي الآسيوي للبورصات والذي يضم ثلاثين بورصة أوروبية وآسيوية وعربية وذلك عام 2005، وفي عام 2008 اختيرت البورصة العراقية عضواً في لجنة الإعمال في الاتحاد ولمدة سنة، والعمل على إتمام متطلبات الإنضمام إلى الاتحاد العالمي للبورصات، والشيء الأهم من ذلك هو دخوله ضمن قاعدة اليبانات التي يصدرها صندوق النقد العربي عن أسواق المال العربية في نهاية عام 2010.
3. إصدار مؤشر السوق لأسعار الأسهم المتداول (ISX Index) وفق معايير صندوق النقد العربي، فضلاً عن تطبيق العمل بمؤشر داوجونر بالتعاون مع الاتحاد الأوروبي للبورصات لتطبيق مؤشر الأسعار وفق طريقة الاحتساب الدولي لأسعار الأسهم في البورصات العالمية.
4. في عام 2006 تم توقيع اتفاق مع شركة OMX السويدية لتزويد السوق بنظام التداول الإلكتروني Horizon ونظام الإيداع المركزي، حيث من المقرر ربط السوق مع مواقع الوسطاء والمصارف وهيئة الأوراق المالية ومع بعض الفروع للسوق التي سيتم فتحها في المحافظات.
5. تنظيم الاستثمار الأجنبي في السوق على ضوء قانون الاستثمار العراقي رقم 13 لسنة 2006 وتعديلاته اللاحقة واعتباراً من آب 2007 والذي يسمح لغير العراقي بالاستثمار في الأوراق المالية المتداولة وبمنح المستثمرين الأجانب والعرب الكثير من الامتيازات والحقوق.
6. تنظيم نموذج للاستثمار خاص بالمستثمرين لغرض بناء قاعدة بيانات لهم.
7. في عام 2008 تم تسجيل 62 شركة مدرجة في وكالة الترقيم الدولي ISIM وتم إعطاء رقم دولي لكل شركة لأن ذلك هو إحدى متطلبات الإيداع.
8. تم تعاقد السوق مع مصرف الاستثمار العراقي لإدارة بنك المقاصة والتسويات المالية بين السوق والوسطاء والمستثمرين.
9. الاهتمام بالنشاط الإعلامي الخاص بالسوق من خلال وسائل الإعلام المرئية والمسموعة والمقروءة عبر تغطية جلسات التداول ومن خلال القنوات الفضائية.

## الهيكلية
لتحقيق أهداف سوق العراق للأوراق المالية فقد وضع هيكل تنظيمي يتناسب مع أهداف السوق ويتكون هذا الهيكل من المستويات التالية:

### أولاً: لجنة الرقابة
تتكون من خبراء مجلس المحافظين (ثلاثة أعضاء) تتولى المهات الآتية:
1. إعداد تقرير شهري إلى مجلس المحافظين بالاستناد إلى التقارير المرفوعة لها من قسم الرقابة والتفتيش عن نشاط السوق اليومي.
2. التأكد من تنفيذ قرارات مجلس المحافظين.
3. تحليل وتقييم التغيرات الحاصلة في مؤشرات التداول اليومية.

### ثانياً: المدير المفوض
استناداً إلى النظام الداخلي لسوق العراق للأوراق المالية يكون المدير المفوض مسؤولاً عن الأمور الآتية:
1. الإدارية والمالية الفنية للسوق.
2. تنفيذ قانون الأوراق المالية وتعليمات وقواعد الهيئة والسوق.
3. تنفيذ تعليمات وقرارات مجلس المحافظين
4. اتخاذ الإجراءات الضرورية للحفاظ على النظام أثناء جلسات التداول ومنها منع الأشخاص من دخول القاعدة إذا وجد بأن حضورهم قد يؤثر على التعامل المنتظم فيه.
5. إيقاف أو إلغاء تعديل أية تداولا تشكل انتهاكاً للقانون أو لقواعد الهيئة بذلك والإفصاح عنها في لوحة الإعلانات.
6. توقيع كل الوثائق والمراسلات اللازمة لإدارة عمل السوق.
7. تعيين الملاك الوظيفي للسوق طبقاً لتعليمات مجلس المحافظين.
8. التأكد من الإدارة السليمة للسوق.
9. إعداد مشروع الموازنة للسنة المالية المقبلة ورفعها إلى مجلس المحافظين قبل الثلاثين من شهر تشرين الثاني لكل سنة.
10. عرض الحسابات الشهرية على مجلس المحافظين
11. عرض الحسابات الختامية للسنة المالية السابقة المصدقة من مراقب الحسابات على مجلس المحافظين قبل نهاية شهر آذار من السنة التالية.
12. ممارسة باقي السلطات والمهام الموكلة إليه من المجلس.
13. تزويد الهيئة بنسخ من قرارات الهيئة العامة ومجلس المحافظ.

### ثالثاً: نائب المدير المفوض
1. يتولى مهام المدير المفوض في حالة غيابه.
2. متابعة الشؤون الإدارية والمالية والفنية اليومية للسوق في حدود الصلاحيات الممنوحة له.

### رابعاً: مكتب مجلس المحافظين
1. تهيئة جدول أعمال مجلس المحافظين بإشراف مقرر المجلس
2. تهيئة المحاضر والمستندات المتعلقة بالقضايا المعروضة على المجلس بإشراف مقرر المجلس.
3. تنظيم قرارات الجلسات وطباعتها وتوقيعها من أعضاء المجلس وتثبيت اعتراضات الأعضاء خطياً على محضر الجلسة.
4. صياغة قرارات المجلس ومتابعة تنفيذها.
5. حفظ قرارات المجلس مرتبة على أساس التاريخ والجلسة.
6. حفظ جميع محاضر الجلسات ومرفقاتها من الوثائق التي اعتمد عليها في اتخاذ القرارات.
7. القيام بكل ما يكلف به من أعمال من قبل رئيس المجلس.

### خامساً: قسم الرقابة والتفتيش
1. تدقيق البيانات المالية (الشهرية - الفصلية) لشركات الوساطة.
2. تدقيق السجلات المحاسبية لقسم الحسابات ومطابقة كشوفات البنوك وجرد الصندوق.
3. اعلام شركات الوساطة بالقرارات ومتابعة تطبيقها والصادرة عن المجلس وعن الهيئة.
4. جرد مخزن السوق من خلال لجنة الجرد.
5. التنسيق مع رقابة الهيئة في تطبيق التعليمات من قبل شركات الوساطة.
6. تدقيق الأوامر المتقابلة والمشرطة مع قسم العمليات.
7. تدقيق التزام شركات الوساطة في تقديم خطابات الضمان.
8. متابعة إجراءات شركات الوساطة الجديدة.
9. تدقيق شكاوى المستثمرين ودراستها ورفع التوصيات إلى المدير المفوض لإتخاذ القرار بشأنها.
10. القيام بزيارات تفتيشية على شركات الوساطة للتأكد من أن السجلات والمعاملات متفقة مع التعليمات الصادرة عن الهيئة والسوق ورفع تقارير يومية للمدير المفوض وتقارير شهرياً إلى لجنة الرقابة.

### سادساً: قسم الإدراج والعمليات
ويتشعب هذا القسم إلى شعبة الإدراج، وشعبة الإفصاح، وشعبة إدارة التداول والرقابة عليها.
1. تدقيق طلبات الإدراج المقدمة للسوق مع قسم الدراسات قبل رفعها إلى مجلس المحافظين.
2. تدقيق البيانات والمعلومات الواردة من الشركات المدرجة بموجب تعليمات الإفصاح.
3. الإشراف على افتتاح واغلاق جلسات التداول ومراقبة العقود المنفذة خلالها وإعداد التقارير المتعلقة بالتداول وتشمل مراقبة الأوامر الاعتيادية والخاصة ونسب تغير الأسعار وإعلام إدارة السوق لإتخاذ القرار المناسب بشأن إلغاءها.
4. تدقيق النشرات الصادرة من قسم الدراسات.
5. مراقبة وتحديث عمليات Cap formula قبل وأثناء جلسة التداول ومتابعة توقفات شركات الوساطة أثناء التداول عند تجاوز المحددات.
6. تطبيق قرارات المجلس والهيئة في إيقاف وإعادة الشركات للتداول. وكذلك تطبيق تعليمات إيقاف الشركات لوجود اجتماعات الهيئة العامة بموجب التعليمات.

### سابعاً: قسم المنظومة الإلكترونية
ويتشعب هذا القسم إلى شعبة الدعم الفني، شعبة التطوير البرمجي، شعبة النظم والتشغيل
1. إدارة المنظومة الإلكترونية (السيرفرات، أنظمة OMX، مكونات Cisco systems، شبكة LAN، شبكة WAN-Motorola company system.
2. إدارة الأنظمة الإلكترونية على نشاط التداول والخزن المركزي.
3. الإشراف الفني على واجبات الاقسام التي تستخدم المنظومة وتدريب الموظفين.
4. متابعة شؤون انظمة المعلومات والقيام بضبط وتحديث إجراءات حماية الأنظمة والبرامجيات والأجهزة المستخدمة وصيانتها.
5. إدارة شبكة التداول عن بعد WAN والتنسيق مع شركة Motorola لصيانة الشبكة وبرج الاتصال في الشيراتون.

تنفيذ عمليات الصيانة الأساسية اليومية والأسبوعية والفصلية ومتابعة الصيانة الدورية والوقائية والطارئة بالتنسيق IBM NASDQ OMX MOTOROLA
1. تنفيذ عمليات التطوير والتحديث على الانظمة وبالتنسيق مع IBM NASDQ OMX
2. تزويد قسم الدراسات والتطوير بعد كل جلسة تداول بالملفات (ملف التداول، اسعار الأسهم وتفاصيلها، ملف تداول غير العراقين، ملف الشركات غير المتداولة، ملف أكثر الرابحين والخاسرين، ملف أعلى عشرة شركات، ملف الرقم القياسي) إضافة إلى الملفات الشهرية (ملف تداول شركات الوساطة، تداول العراقيين وغير العراقيين، المؤشر القياسي الشهري).
3. تزويد يهئة الأوراق المالية وقسم العمليات والإدراج بعد كل جلسة تداول بملف حركات التداول وملف توقيتات تنفيذ الأوامر.
4. تزويد الشركات المساهمة المدرجة في التداول الإلكتروني بملف حركات التداول وملف توقيتات تنفيذ الأوامر.
5. بث بيانات جلسة التداول بشكل فوري ويومي.
6. تحميل بيانات التداول الإلكتروني يومياً إلى الموقع FEAS.
7. تهيئة مقترحات التطوير والاستخدام الأمثل لتطبيقات الأنظمة الإلكترونية.
8. إدارة قاعة التداول الإلكتروني فنياً وإدارة قاعة المستثمرين وتهيئة مستلزماتها.
9. اختبار مخولي شركات الوساطة حسب الخطة السنوية.
10. تدريب مخولي شركات الوساطة بموجب نظام الدورات وخطة التدريب التي يقرها المجلس.
11. إصدار مؤشر السوق في كل جلسة تداول.
12. التعاون مع مركز الإيداع في القضايا المشتركة.

### ثامناً: قسم الدراسات والتطوير
يتشعب إلى شعبة الدراسات، شعبة النشر، شعبة العلاقات العامة.
1. إعداد الدراسات والتقارير الخاصة بالتداول.
2. إعداد النشرات اليومية والشهرية والسنوية.
3. الإعدادات للندوات والاجتماعات وفق منهاج المجلس مع الشركات المساهمة وشركات الوساطة والمستثمرين.
4. تحديث الموقع الإلكتروني لسوق العراق يومياً.
5. متابعة معلومات ووثائق فتح التداول على الشركات بعد زيادة رؤوس أموالها.
6. تنسيق وتنظيم العمل مع القنوات الفضائية والصحف المحلية والعالمية.
7. متابعة توقف وإعادة تداول الشركات المساهمة مع قسم الإدراج والعمليات.
8. نشر اخبار الشركات المدرجة في لوحة إعلانات السوق والموقع الإلكتروني.
9. تدريب طلبة الكليات والمعاهد وتزويدهم بالبيانات الخاصة ببحوثهم.

### تاسعاً: قسم الدراسات والتطوير
يتشعب إلى شعبة الأمن، الأفراد، الصيانة
1. تأمين احتياجات السوق من الموظفين ومتابعة إجراءات التعيين حسب ملاك السوق واحتياجات العمل.
2. متابعة شؤون الموظفين.
3. توفير الخدمات الضرورية.
4. الاشتراك في لجنة المشتريات.
5. إدارة مخزن اللوازم والتجهيزات والقرطاسية ومسك السجلات الخاصة بها ومتابعة أعمال صيانة الموجودات والمحافظة عليها وكافة الأعمال التي بشأنها الحفاظ وحماية الممتلكات العائدة للسوق.
6. مسك سجلات الصادرة والواردة
7. تنظيم مستندات أوامر الشراء.
8. القيام بكافة أمور الطباعة.
9. إجراء عمليات الصيانة على أجهزة التبريد في السوق.
10. إجراء عمليات الصيانة على مولدات السوق.
11. صيانة بناية السوق.

### عاشراً: قسم الشؤون المالية
1. القيام بالأعمال المالية اليومية وإعداد التقارير المالية وبشكل دوري وعند الحاجة.
2. إعداد الموازنة السنوية الختامية والموازنة التخطيطية ورفعها إلى مجلس المحافظين وفق السياسة المالية للسوق.
3. متابعة استلام الاشتراكات السنوية للشركات المساهمة المدرجة في السوق والاشتراكات الأخرى ومتابعة تسديد التزامات السوق المالية.
4. تدقيق إشعارات عمولات الجلسات مع مصرف المقاصة.
5. الاشتراك في لجنة المشتريات.

### حادي عشر: قسم الشؤون القانونية
1. متعابة القضايا التي يقيمها السوق والتي تقام ضد السوق.
2. سكرتارية لجنة الانضباط.
3. المشاور القانوني.

### الثاني عشر: قسم المقاصة والتسوية (مرتبط حالياً بقسم المنظومة الإلكترونية)
1. تنفيذ المقاصة الإلكترونية والتسوية وإعداد ملف التسوية وعمولة السوق وإرسالها إلى مصرف المقاصة.
2. إعداد تقارير شهرية وسنوية بالعمولات المتحققة خلال الفترة.
3. مراقبة تعليمات الأمن.

## الشركات المدرجة
تشمل الشركات المدرجة على سوق العراق للاوراق المالية على قطاعات المصارف والتأمين والاستثمار والخدماتية والشركات الصناعية والفنادق والشركات السياحية والشركات الزراعية.والشركات الاتصالات
يبلغ عدد الشركات المدرجة حتى 12/2015 (98) شركة مدرجة

## وصلات خارجية
- موقع سوق العراق للأوراق المالية
- قائمة الشركات المدرجة في سوق العراق للأوراق المالية